# DaBaby/Diskografie
Diese Diskografie ist eine Übersicht über die musikalischen Werke des US-amerikanischen Rappers DaBaby. Den Schallplattenauszeichnungen zufolge hat er bisher mehr als 77 Millionen Tonträger verkauft, davon alleine in seiner Heimat über 63,5 Millionen. Seine erfolgreichste Veröffentlichung ist die Single Levitating (Remix) mit über 11,5 Millionen verkauften Einheiten.

## Alben

### Studioalben
| Jahr | Titel                                                   | Höchstplatzierung, Gesamtwochen, AuszeichnungChartplatzierungen (Jahr, Titel, Platzierungen, Wochen, Auszeichnungen, Anmerkungen) | Höchstplatzierung, Gesamtwochen, AuszeichnungChartplatzierungen (Jahr, Titel, Platzierungen, Wochen, Auszeichnungen, Anmerkungen) | Höchstplatzierung, Gesamtwochen, AuszeichnungChartplatzierungen (Jahr, Titel, Platzierungen, Wochen, Auszeichnungen, Anmerkungen) | Höchstplatzierung, Gesamtwochen, AuszeichnungChartplatzierungen (Jahr, Titel, Platzierungen, Wochen, Auszeichnungen, Anmerkungen) | Höchstplatzierung, Gesamtwochen, AuszeichnungChartplatzierungen (Jahr, Titel, Platzierungen, Wochen, Auszeichnungen, Anmerkungen) | Anmerkungen                                                    |
| Jahr | Titel                                                   | DE | AT | CH | UK | US | Anmerkungen                                                    |
| ---- | ------------------------------------------------------- | --- | --- | --- | --- | --- | -------------------------------------------------------------- |
| 2019 | Baby on Baby South Coast • Interscope Records (UMG)     | — | — | — | — | US7 Platin · (78 Wo.)US | Erstveröffentlichung: 1. März 2019 Verkäufe: + 1.000.000       |
| 2019 | Kirk South Coast • Interscope Records (UMG)             | DE98 (1 Wo.)DE | AT57 (1 Wo.)AT | CH40 (1 Wo.)CH | UK24 (3 Wo.)UK | US1 Platin · (93 Wo.)US | Erstveröffentlichung: 27. September 2019 Verkäufe: + 1.017.500 |
| 2020 | Blame It on Baby South Coast • Interscope Records (UMG) | DE28 (1 Wo.)DE | AT10 (2 Wo.)AT | CH9 (2 Wo.)CH | UK8 (3 Wo.)UK | US1 Platin · (81 Wo.)US | Erstveröffentlichung: 17. April 2020 Verkäufe: + 1.135.000     |
| 2022 | Baby on Baby 2 South Coast • Interscope Records (UMG)   | — | — | — | — | US34 (1 Wo.)US | Erstveröffentlichung: 23. September 2022                       |

### Mixtapes
| Jahr | Titel                                                                           | Höchstplatzierung, Gesamtwochen, AuszeichnungChartplatzierungen (Jahr, Titel, Platzierungen, Wochen, Auszeichnungen, Anmerkungen) | Höchstplatzierung, Gesamtwochen, AuszeichnungChartplatzierungen (Jahr, Titel, Platzierungen, Wochen, Auszeichnungen, Anmerkungen) | Höchstplatzierung, Gesamtwochen, AuszeichnungChartplatzierungen (Jahr, Titel, Platzierungen, Wochen, Auszeichnungen, Anmerkungen) | Höchstplatzierung, Gesamtwochen, AuszeichnungChartplatzierungen (Jahr, Titel, Platzierungen, Wochen, Auszeichnungen, Anmerkungen) | Höchstplatzierung, Gesamtwochen, AuszeichnungChartplatzierungen (Jahr, Titel, Platzierungen, Wochen, Auszeichnungen, Anmerkungen) | Anmerkungen                                                       |
| Jahr | Titel                                                                           | DE | AT | CH | UK | US | Anmerkungen                                                       |
| ---- | ------------------------------------------------------------------------------- | --- | --- | --- | --- | --- | ----------------------------------------------------------------- |
| 2015 | NonFiction South Coast                                                          | — | — | — | — | — | Erstveröffentlichung: 7. April 2015                               |
| 2015 | So Disrespectful South Coast                                                    | — | — | — | — | — | Erstveröffentlichung: 26. Juli 2015                               |
| 2015 | So Disrespectful South Coast                                                    | — | — | — | — | — | Erstveröffentlichung: 16. November 2015                           |
| 2016 | God’s Work South Coast                                                          | — | — | — | — | — | Erstveröffentlichung: 9. Juni 2016                                |
| 2016 | God’s Work Resurrected South Coast                                              | — | — | — | — | — | Erstveröffentlichung: 2. Dezember 2016                            |
| 2017 | Baby Talk South Coast                                                           | — | — | — | — | — | Erstveröffentlichung: 23. Januar 2017                             |
| 2017 | Baby Talk 2 South Coast                                                         | — | — | — | — | — | Erstveröffentlichung: 31. März 2017                               |
| 2017 | Billion Dollar Baby South Coast                                                 | — | — | — | — | — | Erstveröffentlichung: 16. Juni 2017                               |
| 2017 | Baby Talk 3 South Coast                                                         | — | — | — | — | — | Erstveröffentlichung: 18. August 2017                             |
| 2017 | Back on My Baby Jesus Shit South Coast                                          | — | — | — | — | — | Erstveröffentlichung: 17. November 2017                           |
| 2017 | Baby Talk 4 South Coast                                                         | — | — | — | — | — | Erstveröffentlichung: 25. Dezember 2017                           |
| 2018 | Baby Talk 5 South Coast                                                         | — | — | — | — | — | Erstveröffentlichung: 1. Juni 2018                                |
| 2018 | Blank Blank South Coast • Interscope Records (UMG)                              | — | — | — | — | — | Erstveröffentlichung: 2. November 2018                            |
| 2022 | Better Than You South Coast • Interscope Records (UMG) • Atlantic Records (WMG) | — | — | — | — | US10 (5 Wo.)US | Erstveröffentlichung: 4. März 2022 mit YoungBoy Never Broke Again |
| 2024 | How TF Is This a Mixtape? South Coast • Interscope Records (UMG)                | — | — | — | — | US154 (1 Wo.)US | Erstveröffentlichung: 27. September 2024                          |

### EPs
| Jahr | Titel Musiklabel                                                         | Höchstplatzierung, Gesamtwochen, AuszeichnungChartsChartplatzierungen (Jahr, Titel, Musiklabel, Platzierungen, Wochen, Auszeichnungen, Anmerkungen) | Anmerkungen                             |
| Jahr | Titel Musiklabel                                                         | US | Anmerkungen                             |
| ---- | ------------------------------------------------------------------------ | --- | --------------------------------------- |
| 2020 | My Brother’s Keeper (Long Live G) South Coast • Interscope Records (UMG) | US40 (2 Wo.)US | Erstveröffentlichung: 20. November 2020 |
| 2021 | Back on My Baby Jesus Sh!t Again South Coast • Interscope Records (UMG)  | US44 (2 Wo.)US | Erstveröffentlichung: 12. November 2021 |
| 2023 | Call Da Firemen South Coast • Interscope Records (UMG)                   | — | Erstveröffentlichung: 5. Mai 2023       |

## Singles

### Als Leadmusiker
| Jahr | Titel Album                                              | Höchstplatzierung, Gesamtwochen, AuszeichnungChartplatzierungen (Jahr, Titel, Album, Platzierungen, Wochen, Auszeichnungen, Anmerkungen) | Höchstplatzierung, Gesamtwochen, AuszeichnungChartplatzierungen (Jahr, Titel, Album, Platzierungen, Wochen, Auszeichnungen, Anmerkungen) | Höchstplatzierung, Gesamtwochen, AuszeichnungChartplatzierungen (Jahr, Titel, Album, Platzierungen, Wochen, Auszeichnungen, Anmerkungen) | Höchstplatzierung, Gesamtwochen, AuszeichnungChartplatzierungen (Jahr, Titel, Album, Platzierungen, Wochen, Auszeichnungen, Anmerkungen) | Höchstplatzierung, Gesamtwochen, AuszeichnungChartplatzierungen (Jahr, Titel, Album, Platzierungen, Wochen, Auszeichnungen, Anmerkungen) | Anmerkungen                                                                                  |
| Jahr | Titel Album                                              | DE | AT | CH | UK | US | Anmerkungen                                                                                  |
| --- | -------------------------------------------------------- | --- | --- | --- | --- | --- | -------------------------------------------------------------------------------------------- |
| 2016 | Light Show God’s Work                                    | — | — | — | — | — | Erstveröffentlichung: 10. Mai 2016                                                           |
| 2017 | Comin’ Over Billion Dollar Baby                          | — | — | — | — | — | Erstveröffentlichung: 12. Mai 2017 feat. DJ Luke Nasty                                       |
| 2017 | Big Butt Billion Dollar Baby                             | — | — | — | — | — | Erstveröffentlichung: 19. Mai 2017                                                           |
| 2017 | Pull Up Music Back on My Baby Jesus Shit                 | — | — | — | — | — | Erstveröffentlichung: 25. September 2017                                                     |
| 2019 | FuckYouTalmBout (Freestyle) –                            | — | — | — | — | — | Erstveröffentlichung: 4. Januar 2019 mit ChopHouze                                           |
| 2019 | Mini Van –                                               | — | — | — | — | — | Erstveröffentlichung: 21. Januar 2019 mit Blocboy JB                                         |
| 2019 | Crazy –                                                  | — | — | — | — | — | Erstveröffentlichung: 27. Januar 2019 mit Str8Barz                                           |
| 2019 | Baby on Baby Out Now Freestyle Menace II Society: Vol. 2 | — | — | — | — | — | Erstveröffentlichung: 28. März 2019                                                          |
| 2019 | I’m a Star –                                             | — | — | — | — | — | Erstveröffentlichung: 5. April 2019 mit Locx                                                 |
| 2019 | Suge Baby on Baby                                        | — | — | — | UK— SilberUK | US7 ×4Vierfachplatin · (37 Wo.)US | Erstveröffentlichung: 23. April 2019 Verkäufe: + 4.445.000                                   |
| 2019 | Duck Sauce Montega Playboy                               | — | — | — | — | — | Erstveröffentlichung: 11. Juni 2019 mit Saint Vinci                                          |
| 2019 | Baby Quality Control: Control the Streets, Volume 2      | — | — | — | UK— SilberUK | US21 (21 Wo.)US | Erstveröffentlichung: 17. Juli 2019 Verkäufe: + 235.000; mit Lil Baby                        |
| 2019 | Baby Sitter Baby on Baby                                 | — | — | — | — | US59 Platin · (20 Wo.)US | Erstveröffentlichung: 13. August 2019 Verkäufe: + 1.000.000; feat. Offset                    |
| 2019 | Coochie Bag –                                            | — | — | — | — | — | Erstveröffentlichung: 16. August 2019 mit 2Sober, Chxna, NRG Rose, 20Vision & Tanya Stephens |
| 2019 | Gucci Bag Latina –                                       | — | — | — | — | — | Erstveröffentlichung: 16. August 2019 mit Zaweso del Patio, 2Sober & Jungle                  |
| 2019 | Intro Kirk                                               | — | — | — | UK97 (1 Wo.)UK | US13 Platin · (6 Wo.)US | Erstveröffentlichung: 19. September 2019 Verkäufe: + 1.000.000                               |
| 2019 | Bop Kirk                                                 | — | — | CH49 (9 Wo.)CH | UK66 Gold · (11 Wo.)UK | US11 ×3Dreifachplatin · (30 Wo.)US | Erstveröffentlichung: 19. November 2019 Verkäufe: + 4.045.000                                |
| 2020 | Shut Up –                                                | — | — | — | — | — | Erstveröffentlichung: 6. Februar 2020                                                        |
| 2020 | Oprah’s Bank Account Lil Boat 3                          | — | — | CH88 (1 Wo.)CH | UK54 (2 Wo.)UK | US55 Platin · (6 Wo.)US | Erstveröffentlichung: 9. März 2020 Verkäufe: + 1.070.000; mit Lil Yachty feat. Drake         |
| 2020 | Vibez Kirk                                               | — | — | — | UK— SilberUK | US21 ×2Doppelplatin · (20 Wo.)US | Erstveröffentlichung: 31. März 2020 Verkäufe: + 2.335.000                                    |
| 2020 | Find My Way Blame It on Baby                             | — | — | CH68 (2 Wo.)CH | UK46 (3 Wo.)UK | US22 Gold · (5 Wo.)US | Erstveröffentlichung: 1. April 2020 Verkäufe: + 500.000                                      |
| 2020 | Rockstar Blame It on Baby                                | DE3 ×3Dreifachgold · (49 Wo.)DE | AT1 Platin · (50 Wo.)AT | CH1 (57 Wo.)CH | UK1 ×3Dreifachplatin · (40 Wo.)UK | US1 ×5Fünffachplatin · (42 Wo.)US | Erstveröffentlichung: 24. April 2020 Verkäufe: + 9.873.333; feat. Roddy Ricch                |
| 2020 | No Dribble Blame It on Baby                              | — | — | — | — | US92 (1 Wo.)US | Erstveröffentlichung: 27. Juli 2020 feat. Stunna 4 Vegas                                     |
| 2020 | Blind Blame It on Baby                                   | — | — | — | — | US78 Gold · (9 Wo.)US | Erstveröffentlichung: 1. September 2020 Verkäufe: + 515.000; feat. Young Thug                |
| 2021 | Masterpiece –                                            | — | — | — | — | US55 Gold · (14 Wo.)US | Erstveröffentlichung: 15. Januar 2021 Verkäufe: + 500.000                                    |
| 2021 | Ball If I Want To –                                      | — | — | — | — | US39 (9 Wo.)US | Erstveröffentlichung: 18. Juni 2021 Verkäufe: + 20.000                                       |
| 2021 | Red Light Green Light –                                  | — | — | — | — | US50 (5 Wo.)US | Erstveröffentlichung: 25. Juni 2021                                                          |
| 2021 | Lonely –                                                 | — | — | — | — | US63 (2 Wo.)US | Erstveröffentlichung: 10. September 2021 mit Lil Wayne                                       |
| 2022 | Hit Better Than You                                      | — | — | — | — | — | Erstveröffentlichung: 10. Januar 2022 mit YoungBoy Never Broke Again                         |
| 2022 | Neighborhood Superstar Better Than You                   | — | — | — | — | US89 (1 Wo.)US | Erstveröffentlichung: 25. Februar 2022 mit YoungBoy Never Broke Again                        |
| Folgende Lieder erschienen nicht als Single, wurden aber durch das Album zum Download und Streaming bereitgestellt und konnten somit eine Platzierung erlangen: |                                                          | | | | | |                                                                                              |
| |                                                          | | | | | |                                                                                              |
| 2019 | Toes Kirk                                                | — | — | — | — | US28 ×2Doppelplatin · (13 Wo.)US | Charteinstieg: 12. Oktober 2019 Verkäufe: + 2.035.000; feat. Lil Baby & Moneybagg Yo         |
| 2019 | iPhone Kirk                                              | — | — | — | — | US43 (1 Wo.)US | Charteinstieg: 12. Oktober 2019 mit Nicki Minaj                                              |
| 2019 | Off the Rip Kirk                                         | — | — | — | — | US47 Gold · (1 Wo.)US | Charteinstieg: 12. Oktober 2019 Verkäufe: + 500.000                                          |
| 2019 | Pop Star Kirk                                            | — | — | — | — | US49 Gold · (2 Wo.)US | Charteinstieg: 12. Oktober 2019 Verkäufe: + 500.000; feat. Kevin Gates                       |
| 2019 | Raw Shit Kirk                                            | — | — | — | — | US51 Gold · (2 Wo.)US | Charteinstieg: 12. Oktober 2019 Verkäufe: + 500.000; feat. Migos                             |
| 2019 | Gospel Kirk                                              | — | — | — | — | US55 (1 Wo.)US | Charteinstieg: 12. Oktober 2019 feat. Chance the Rapper, Gucci Mane & YK Osiris              |
| 2019 | Really Kirk                                              | — | — | — | — | US63 (1 Wo.)US | Charteinstieg: 12. Oktober 2019 feat. Stunna 4 Vegas                                         |
| 2019 | XXL Kirk                                                 | — | — | — | — | US69 (1 Wo.)US | Charteinstieg: 12. Oktober 2019                                                              |
| 2019 | Prolly Heard Kirk                                        | — | — | — | — | US73 (1 Wo.)US | Charteinstieg: 12. Oktober 2019                                                              |
| 2019 | There He Go Kirk                                         | — | — | — | — | US89 (1 Wo.)US | Charteinstieg: 12. Oktober 2019                                                              |
| 2020 | Jump Blame It on Baby                                    | — | — | — | — | US17 Gold · (4 Wo.)US | Charteinstieg: 2. Mai 2020 Verkäufe: + 500.000; feat. YoungBoy Never Broke Again             |
| 2020 | Pick Up Blame It on Baby                                 | — | — | — | — | US44 Gold · (1 Wo.)US | Charteinstieg: 2. Mai 2020 Verkäufe: + 500.000; feat. Quavo                                  |
| 2020 | Nasty Blame It on Baby                                   | — | — | — | — | US50 Gold · (2 Wo.)US | Charteinstieg: 2. Mai 2020 Verkäufe: + 500.000; feat. Ashanti & Megan Thee Stallion          |
| 2020 | Lightskin Shit Blame It on Baby                          | — | — | — | — | US53 (1 Wo.)US | Charteinstieg: 2. Mai 2020 feat. Future & JetsonMade                                         |
| 2020 | Can’t Stop Blame It on Baby                              | — | — | — | — | US63 (1 Wo.)US | Charteinstieg: 2. Mai 2020                                                                   |
| 2020 | Blame It on Baby                                         | — | — | — | — | US64 (1 Wo.)US | Charteinstieg: 2. Mai 2020                                                                   |
| 2020 | Sad Shit Blame It on Baby                                | — | — | — | — | US69 (1 Wo.)US | Charteinstieg: 2. Mai 2020                                                                   |
| 2020 | Drop Blame It on Baby                                    | — | — | — | — | US71 (1 Wo.)US | Charteinstieg: 2. Mai 2020 feat. A Boogie wit da Hoodie & London on da Track                 |
| 2020 | Talk About It Blame It on Baby                           | — | — | — | — | US74 (1 Wo.)US | Charteinstieg: 2. Mai 2020                                                                   |
| 2020 | Champion Blame It on Baby                                | — | — | — | — | US85 (1 Wo.)US | Charteinstieg: 2. Mai 2020                                                                   |
| 2020 | Practice Blame It on Baby (Deluxe)                       | — | — | — | — | US86 Gold · (5 Wo.)US | Charteinstieg: 7. November 2020 Verkäufe: + 500.000                                          |
| 2023 | Shake Sumn Call Da Firemen                               | — | — | — | — | US65 (16 Wo.)US | Charteinstieg: 20. Mai 2023                                                                  |

### Als Gastmusiker
| Jahr | Titel Album                                         | Höchstplatzierung, Gesamtwochen, AuszeichnungChartplatzierungen (Jahr, Titel, Album, Platzierungen, Wochen, Auszeichnungen, Anmerkungen) | Höchstplatzierung, Gesamtwochen, AuszeichnungChartplatzierungen (Jahr, Titel, Album, Platzierungen, Wochen, Auszeichnungen, Anmerkungen) | Höchstplatzierung, Gesamtwochen, AuszeichnungChartplatzierungen (Jahr, Titel, Album, Platzierungen, Wochen, Auszeichnungen, Anmerkungen) | Höchstplatzierung, Gesamtwochen, AuszeichnungChartplatzierungen (Jahr, Titel, Album, Platzierungen, Wochen, Auszeichnungen, Anmerkungen) | Höchstplatzierung, Gesamtwochen, AuszeichnungChartplatzierungen (Jahr, Titel, Album, Platzierungen, Wochen, Auszeichnungen, Anmerkungen) | Anmerkungen |
| Jahr | Titel Album                                         | DE | AT | CH | UK | US | Anmerkungen |
| --- | --------------------------------------------------- | --- | --- | --- | --- | --- | --- |
| 2017 | Struggle Baby –                                     | — | — | — | — | — | Erstveröffentlichung: 15. Januar 2017 Lil Jr. feat. Just Raven & DaBaby                                             |
| 2017 | Litty City –                                        | — | — | — | — | — | Erstveröffentlichung: 9. Juni 2017 Zac Keelo feat. DaBaby                                                           |
| 2017 | High Rollin –                                       | — | — | — | — | — | Erstveröffentlichung: 18. Juli 2017 ZB. Hill feat. DaBaby                                                           |
| 2018 | Came from Nothing They Gon Feel Me                  | — | — | — | — | — | Erstveröffentlichung: 18. April 2018 Javee feat. DaBaby & Chophouze                                                 |
| 2018 | Hello –                                             | — | — | — | — | — | Erstveröffentlichung: 6. August 2018 SKZIY feat. DaBaby                                                             |
| 2018 | No Time –                                           | — | — | — | — | — | Erstveröffentlichung: 10. August 2018 D-Froz feat. DaBaby                                                           |
| 2018 | Sing –                                              | — | — | — | — | — | Erstveröffentlichung: 25. Oktober 2018 Shawn Scrilla feat. DaBaby                                                   |
| 2018 | How They Gon Eat –                                  | — | — | — | — | — | Erstveröffentlichung: 14. Dezember 2018 Jerry White feat. DaBaby                                                    |
| 2018 | Animal –                                            | — | — | — | — | — | Erstveröffentlichung: 21. Dezember 2018 Stunna 4 Vegas feat. DaBaby                                                 |
| 2019 | Cash Shit Fever                                     | — | — | — | — | US36 ×4Vierfachplatin · (20 Wo.)US | Erstveröffentlichung: 17. Mai 2019 Verkäufe: + 4.000.000; Megan Thee Stallion feat. DaBaby                          |
| 2019 | Baby Shower –                                       | — | — | — | — | — | Erstveröffentlichung: 27. Mai 2019 Jamz feat. Lil Baby & DaBaby                                                     |
| 2019 | Freaky Dancer King of R&B                           | — | — | — | — | — | Erstveröffentlichung: 21. Juni 2019 YK Osiris feat. DaBaby                                                          |
| 2019 | Bag Mode Twin Dragons                               | — | — | — | — | — | Erstveröffentlichung: 19. Juli 2019 Ou’ri Cuatro’s feat. DaBaby                                                     |
| 2019 | Truth Hurts (DaBaby Remix) –                        | — | — | — | — | — | Erstveröffentlichung: 23. August 2019 Lizzo feat. DaBaby                                                            |
| 2019 | Panini (DaBaby Remix) –                             | — | — | — | — | — | Erstveröffentlichung: 13. September 2019 Lil Nas X feat. DaBaby                                                     |
| 2019 | Richer Than Errybody Woptober II                    | — | — | — | — | — | Erstveröffentlichung: 13. September 2019 Gucci Mane feat. Youngboy Never Broke Again & DaBaby                       |
| 2019 | Death A Love Letter to You 4                        | — | — | — | — | US59 Platin · (7 Wo.)US | Erstveröffentlichung: 12. November 2019 Verkäufe: + 1.000.000, Trippie Redd feat. DaBaby                            |
| 2019 | My Oh My Romance                                    | DE53 (8 Wo.)DE | AT38 Gold · (5 Wo.)AT | CH37 Gold · (13 Wo.)CH | UK13 Platin · (18 Wo.)UK | US12 ×2Doppelplatin · (27 Wo.)US | Erstveröffentlichung: 6. Dezember 2019 Verkäufe: + 3.535.000; Camila Cabello feat. DaBaby                           |
| 2020 | Whats Poppin (Remix) –                              | — | — | — | — | US2 (51 Wo.)US | Erstveröffentlichung: 24. Juni 2020 Verkäufe: + 140.000; Jack Harlow feat. DaBaby, Tory Lanez & Lil Wayne           |
| 2020 | Stuntin’ on You –                                   | — | — | — | — | US— GoldUS | Erstveröffentlichung: 17. Juli 2020 Verkäufe: + 515.000; Tyla Yaweh feat. DaBaby                                    |
| 2020 | Levitating (Remix) Future Nostalgia                 | — | — | — | — | US2 Diamant · (77 Wo.)US | Erstveröffentlichung: 1. Oktober 2020 Verkäufe: + 11.818.333; Dua Lipa feat. DaBaby                                 |
| 2020 | For the Night Shoot for the Stars, Aim for the Moon | DE28 Gold · (17 Wo.)DE | AT19 Gold · (18 Wo.)AT | CH7 (35 Wo.)CH | UK14 Platin · (22 Wo.)UK | US6 ×8Achtfachplatin · (43 Wo.)US | Erstveröffentlichung: 3. Oktober 2020 Verkäufe: + 9.918.333; Pop Smoke feat. Lil Baby & DaBaby                      |
| 2021 | Cry Baby Good News                                  | — | — | — | — | US28 ×2Doppelplatin · (20 Wo.)US | Erstveröffentlichung: 3. Februar 2021 Verkäufe: + 2.000.000; Megan Thee Stallion feat. DaBaby                       |
| 2021 | Beat Box –                                          | — | — | — | — | US12 (23 Wo.)US | Erstveröffentlichung: 26. Februar 2021 SpotemGottem feat. Pooh Shiesty & DaBaby                                     |
| 2021 | Get Fly Geezyworld                                  | — | — | — | — | US— GoldUS | Erstveröffentlichung: 28. Mai 2021 Verkäufe: + 500.000; Ohgeesy feat. DaBaby                                        |
| Folgende Lieder erschienen nicht als Single, wurden aber durch das Album zum Download und Streaming bereitgestellt und konnten somit eine Platzierung erlangen: |                                                     | | | | | | |
| |                                                     | | | | | | |
| 2019 | Under the Sun Revenge of the Dreamers III           | — | — | — | UK— SilberUK | US44 ×2Doppelplatin · (3 Wo.)US | Charteinstieg: 20. Juli 2019 Verkäufe: + 2.230.000; Dreamville feat. J. Cole, Lute & DaBaby                         |
| 2019 | Hot Shower The Big Day                              | — | — | — | — | US66 (7 Wo.)US | Charteinstieg: 10. August 2019 Chance the Rapper feat. MadeinTYO & DaBaby                                           |
| 2020 | Protect da Brand Time Served                        | — | — | — | — | US89 Gold · (1 Wo.)US | Charteinstieg: 25. Januar 2020 Verkäufe: + 500.000; Moneybagg Yo feat. DaBaby                                       |
| 2020 | Stain Artist 2.0                                    | — | — | — | — | US80 (1 Wo.)US | Charteinstieg: 29. Februar 2020 A Boogie wit da Hoodie feat. DaBaby                                                 |
| 2020 | Thug of Spades 38 Baby 2                            | — | — | — | — | US99 (1 Wo.)US | Charteinstieg: 9. Mai 2020 YoungBoy Never Broke Again feat. DaBaby                                                  |
| 2021 | I Did It Khaled Khaled                              | DE— aDE | — | CH85 (1 Wo.)CH | UK53 (2 Wo.)UK | US43 Gold · (2 Wo.)US | Charteinstieg: 7. Mai 2021 Verkäufe: + 500.000; DJ Khaled feat. Post Malone, Megan Thee Stallion, Lil Baby & DaBaby |
| 2021 | Party Lyfe Hall of Fame                             | — | — | — | — | US85 Gold · (1 Wo.)US | Charteinstieg: 26. Juni 2021 Verkäufe: + 500.000; Polo G feat. DaBaby                                               |

## Promoveröffentlichungen
Promo-Singles

| Jahr | Titel Album                  | Höchstplatzierung, Gesamtwochen, AuszeichnungChartplatzierungen (Jahr, Titel, Album, Platzierungen, Wochen, Auszeichnungen, Anmerkungen) | Höchstplatzierung, Gesamtwochen, AuszeichnungChartplatzierungen (Jahr, Titel, Album, Platzierungen, Wochen, Auszeichnungen, Anmerkungen) | Höchstplatzierung, Gesamtwochen, AuszeichnungChartplatzierungen (Jahr, Titel, Album, Platzierungen, Wochen, Auszeichnungen, Anmerkungen) | Höchstplatzierung, Gesamtwochen, AuszeichnungChartplatzierungen (Jahr, Titel, Album, Platzierungen, Wochen, Auszeichnungen, Anmerkungen) | Höchstplatzierung, Gesamtwochen, AuszeichnungChartplatzierungen (Jahr, Titel, Album, Platzierungen, Wochen, Auszeichnungen, Anmerkungen) | Anmerkungen                                                                              |
| Jahr | Titel Album                  | DE | AT | CH | UK | US | Anmerkungen                                                                              |
| ---- | ---------------------------- | --- | --- | --- | --- | --- | ---------------------------------------------------------------------------------------- |
| 2019 | Enemies Hollywood’s Bleeding | — | — | — | UK— SilberUK | US16 Platin · (18 Wo.)US | Erstveröffentlichung: 17. September 2019 Verkäufe: + 1.630.000; Post Malone feat. DaBaby |

## Statistik

### Chartauswertung
|                     | DE    | AT    | CH    | UK    | US    |
| ------------------- | ----- | ----- | ----- | ----- | ----- |
| Nummer-eins-Alben   | DE—DE | AT—AT | CH—CH | UK—UK | US2US |
| Top-10-Alben        | DE—DE | AT1AT | CH1CH | UK1UK | US4US |
| Alben in den Charts | DE2DE | AT2AT | CH2CH | UK2UK | US8US |

|                       | DE    | AT    | CH    | UK    | US     |
| --------------------- | ----- | ----- | ----- | ----- | ------ |
| Nummer-eins-Singles   | DE—DE | AT1AT | CH1CH | UK1UK | US1US  |
| Top-10-Singles        | DE1DE | AT1AT | CH2CH | UK1UK | US5US  |
| Singles in den Charts | DE3DE | AT3AT | CH7CH | UK8UK | US53US |

### Auszeichnungen für Musikverkäufe
| Land/RegionAuszeichnungen für Musikverkäufe (Land/Region, Auszeichnungen, Verkäufe, Quellen) | Silber     | Gold       | Platin         | Diamant       | Verkäufe   | Quellen                  |
| -------------------------------------------------------------------------------------------- | ---------- | ---------- | -------------- | ------------- | ---------- | ------------------------ |
| Australien (ARIA)                                                                            | —          | 2× Gold2   | 11× Platin11   | —             | 840.000    | aria.com.au              |
| Belgien (BRMA)                                                                               | —          | Gold1      | 2× Platin2     | —             | 100.000    | ultratop.be              |
| Brasilien (PMB)                                                                              | —          | 4× Gold4   | 4× Platin4     | 5× Diamant5   | 1.040.000  | pro-musicabr.org.br      |
| Dänemark (IFPI)                                                                              | —          | 3× Gold3   | 7× Platin7     | —             | 695.000    | ifpi.dk                  |
| Deutschland (BVMI)                                                                           | —          | 2× Gold2   | Platin1        | —             | 800.000    | musikindustrie.de        |
| Finnland (IFPI)                                                                              | —          | 2× Gold2   | —              | —             | 30.000     | Einzelnachweise          |
| Frankreich (SNEP)                                                                            | —          | 2× Gold2   | Platin1        | 3× Diamant3   | 1.399.999  | snepmusique.com          |
| Griechenland (IFPI)                                                                          | —          | Gold1      | 4× Platin4     | —             | 90.000     | Einzelnachweise          |
| Italien (FIMI)                                                                               | —          | 2× Gold2   | 3× Platin3     | —             | 295.000    | fimi.it                  |
| Japan (RIAJ)                                                                                 | —          | Gold1      | —              | —             | —          | riaj.or.jp               |
| Kanada (MC)                                                                                  | —          | —          | 17× Platin17   | Diamant1      | 2.160.000  | musiccanada.com          |
| Kolumbien (ASINCOL)                                                                          | —          | Gold1      | —              | —             | 5.000      | Einzelnachweise          |
| Neuseeland (RMNZ)                                                                            | —          | 6× Gold6   | 25× Platin25   | —             | 802.500    | radioscope.co.nz NZ2     |
| Niederlande (NVPI)                                                                           | —          | Gold1      | —              | —             | 40.000     | nvpi.nl                  |
| Norwegen (IFPI)                                                                              | —          | Gold1      | —              | —             | 30.000     | ifpi.no                  |
| Österreich (IFPI)                                                                            | —          | 2× Gold2   | Platin1        | —             | 60.000     | ifpi.at                  |
| Polen (ZPAV)                                                                                 | —          | 3× Gold3   | 4× Platin4     | —             | 260.000    | olis.pl                  |
| Portugal (AFP)                                                                               | —          | 5× Gold5   | 9× Platin9     | —             | 115.000    | Einzelnachweise          |
| Schweden (IFPI)                                                                              | —          | Gold1      | Platin1        | —             | 120.000    | sverigetopplistan.se SE2 |
| Schweiz (IFPI)                                                                               | —          | Gold1      | —              | —             | 10.000     | hitparade.ch             |
| Spanien (Promusicae)                                                                         | —          | 3× Gold3   | 3× Platin3     | —             | 270.000    | elportaldemusica.es      |
| Ungarn (MAHASZ)                                                                              | —          | Gold1      | —              | —             | 2.000      | slagerlistak.hu          |
| Vereinigte Staaten (RIAA)                                                                    | —          | 21× Gold21 | 43× Platin43   | Diamant1      | 63.500.000 | riaa.com                 |
| Vereinigtes Königreich (BPI)                                                                 | 5× Silber5 | Gold1      | 5× Platin5     | —             | 4.400.000  | bpi.co.uk                |
| Insgesamt                                                                                    | 5× Silber5 | 67× Gold67 | 141× Platin141 | 10× Diamant10 |            |                          |